# Slackware
Slackware Linux és una Distribució Linux d'un complet sistema multitasca de 32 bits. Actualment, en la seva última versió 14.1 està basada en el kernel Linux 3.10.17 i la llibreria C del GNU (glibc) versió 2.17.
Conté un programa d'instal·lació relativament fàcil d'usar, una extensa documentació i un sistema de gestió de paquets basat en menús. Una instal·lació completa que inclou l'X Window System, l'entorn d'escriptori KDE i Gnome (aquest últim només fins a la versió 10.1 de Slackware), XFCE, entorns de desenvolupament de C, C++, Perl, Python, Java, utilitats de xarxa, servidor de correu, servidor de notícies, servidor web, servidor FTP, el GIMP, navegadors web... entre altres programes i compatibilitat amb processadors Intel 486 en endavant
El creador d'aquesta aplicació, Patrick Volkerding, la descriu com una distribució de Linux avançada, dissenyada amb dos objectius: la facilitat i l'estabilitat com a meta prioritària. Inclou el programari més popular mentre guarda un sentit de tradició proporcionant simplicitat i facilitat d'ús junt al poder i la flexibilitat.
Amb tot i això la realitat és una mica diferent, és un sistema molt personalitzable però ni de bon tros orientat a l'usuari final.
Des del seu primer llançament l'abril de 1993 el Projecte Slackware Linux s'ha esforçat a produir la distribució de Linux més professional possible obeint els estàndards de Linux publicats, com el Linux File System Standard.
La distribució de paquets de Slackware es fa principalment amb fitxers Tgz, tot i que també es pot usar RPM. La interfície d'instal·lació és en mode text, el qual necessita un major coneixement de Linux que en la majoria de distribucions. Això pot representar un inconvenient per als usuaris principiants, però no representa una major dificultat per als usuaris mitjans o avançats de Linux.

## Història i nom
La primera distribució de Slackware, la 1.00 va ser llançada el 16 de juliol de 1993 per Patrick Volkerding, fundador i líder de desenvolupament. Està basada en la distribució SLS Linux i es distribuïa en discs flexibles de 3½" i imatges que estan disponibles en servidors FTP anònims. Slackware és la distribució més vella mantinguda fins a la data i va celebrar el seu desè aniversari el 2003.
El nom "Slackware" conté vestigis de la paraula "Slack", tal com la defineix l'Església dels SubGenis.
Les primeres versions de Slackware tenien tres comptes d'usuari: "satan", "gonzo" i "snake". Aquestes eren incloses només com a exemples, però es van eliminar perquè significaven un risc potencial de seguretat.
El 1999 el número de versió va augmentar de 4 a 7, com a resultat de l'esforç que Patrick Volkerding va realitzar per demostrar que Slackware estava actualitzada igual que altres distribucions Linux, moltes de les quals ja anaven per la versió 6.
El 2004, Patrick Volkerding va contraure una greu malaltia i el futur de Slackware es va tornar incert. Afortunadament, es va recuperar i va poder continuar el desenvolupament de Slackware.
El 2005 l'escriptori Gnome va ser eliminat de la següent versió, deixant a la comunitat el seu desenvolupament i distribució. L'eliminació de Gnome va ser vista per la comunitat Linux com quelcom important, ja que aquest escriptori és molt famós.
En el transcurs de la història de Slackware han sorgit algunes distribucions LiveCD basades en aquesta. Les distribucions més populars basades en Slackware són College Linux i SLAX.

## Dates de llançament
Slackware ha estat pensat per funcionar en plataformes x86 amb arquitectures PC. Tot i que anteriorment hi ha hagut alguns ports oficials per arquitectures DEC Alpha i SPARC. El 2005 es va llançar un port oficial per l'arquitectura System/390. Existeixen alguns ports no oficials per les arquitectures ARM, Alpha  Arxivat 2012-06-30 at Archive.is, SPARC , PowerPC  Arxivat 2006-12-10 a Wayback Machine. i slamd64 x86-64.
La versió més estable i nova de Slackware és la 12.1, (as of 2008-05-02), que inclou suport per ALSA, GCC 4.2.3, Kernel 2.6.24.5, KDE 3.5.9 and Xfce 4.4.2.

## Filosofia de disseny

### KISS
Mantingues-ho Simple Estúpid (de les seves sigles en anglès KISS que signifiquen Keep It Simple Stupid), és un concepte que explica moltes de les opcions en el disseny de Slackware. En aquest context, 'simple' es refereix a un punt de vista de disseny, en lloc de ser fàcil d'usar.
Aquest és el motiu pel qual hi ha molt poques eines amb interfície gràfica per configurar el sistema. Les eines amb interfície són (segons ens diu la teoria) més complexes i, per tant, més propenses a tenir errors que la simple línia d'ordres. El resultat general sobre aquest principi és que Slackware és molt ràpid, estable i segur amb el cost de no ser amigable a l'usuari. Els crítics diuen que això fa Slackware difícil i llarg d'aprendre.
Els seguidors diuen que la flexibilitat i transparència, així com l'experiència guanyada en el procés, són suficients.

### Scripts d'inici
Slackare usa scripts d'inici init de BSD, mentre que la majoria de distribucions usen l'estil de scripts System V. Bàsicament, amb l'estil de System V cada nivell d'execució té un subdirectori pels scripts init, mentre que l'estil BSD ofereix un únic script init per cada nivell d'execució. Els fidels a l'estil BSD diuen que és millor, ja que amb aquest sistema és més fàcil trobar, llegir, editar i mantenir els scripts. Mentre que els seguidors de System V diuen que l'estructura de System V pels scripts el converteix en una eina poderosa i flexible
Cal mencionar que la compatibilitat pels scripts init de System V  han estat incorporats a Slackware, a partir de la versió 7.0.

### Gestió de paquets
L'aproximació de Slackware per la gestió de paquets és únic. El seu sistema de gestió de paquets pot instal·lar, actualitzar i eliminar paquets tan fàcilment com altres distribucions. Però no fa l'intent de gestionar les dependències.
Els paquets són gzips compresos en un tarball on els noms dels fitxers acaben amb .tgz en lloc de amb .tar.gz. Són construïts de tal manera que en ser extrets al directori arrel, els fitxers es copien als seus llocs d'instal·lació. És per això que és possible (no aconsellable) instal·lar paquets sense les eines de Slackware per paquets, usant únicament tar's i gzip's i assegurant-se d'executar els scripts doinst.sh en cas d'estar inclosos al paquet.
En contrast, Red Hat usa els paquets RPM, que són fitxers CPIO, i els .deb de Debian, que són fitxers ar. Aquests contenen informació detallada de les dependències i les eines que s'han d'usar per trobar i instal·lar les dependències. Es negaran a usar-se llevat que els prerrequisits es trobin (tot i que es pot ometre).

### Resolució automàtica de dependències
Tot i que no incorpora eines per resoldre dependències de forma automàtica descarregant-les i instal·lant-les, hi ha algunes eines externes que proveeixen aquesta funcionalitat, semblant a la de l'APT.
Algunes d'aquestes eines determinen les dependències analitzant els paquets instal·lats, determinant quines llibreries es necessiten i després descobrint quins paquets estan disponibles. Aquest procés automàtic consumeix molt temps i és més primitiu que l'APT, però en general dona bons resultats.
- Swaret
- slapt-get
- SlackUpdate Arxivat 2003-06-02 at Archive.is
- Emerde Arxivat 2003-12-10 a Wayback Machine.
- slackpkg
- gpkg

Slackware 9.1 va incloure Swaret com un extra al segon CD, però no s'instal·la per defecte. Swaret es va eliminar a la versió 10.0 però continua sent un paquet extern disponible.
slackpkg està inclòs en /extra a partir de la versió 9.1 de Slackware.
slapt-get no dona una resolució de dependències pels paquets inclosos a Slackware. Ho fa proporcionant un quadre de treball de resolució de dependències en els paquets compatibles amb Slackware de manera similar a com ho fa l'APT. Molts paquets font i distribucions basades amb Slackware usen aquesta funcionalitat.